# Fudbalski klub Crvena Stijena
Il Fudbalski klub Crvena Stijena (in cirillico Фудбалски клуб Црвена Стијена), conosciuto semplicemente come Crvena Stijena, è una squadra di calcio di Tološi, un quartiere di Podgorica, la capitale del Montenegro.

## Nome
Crvena Stijena significa roccia rossa ed è riferito alla zona archeologica del Montenegro.

## Storia
Il club viene fondato nel 1938 come società sportiva di Tološi, un quartiere di Podgorica, e prende il nome da una delle più importanti zone archeologiche del Montenegro. Il primo importante successo è stata la partecipazione alla Crnogorska republička liga nel 1968–69, la massima divisione montenegrina ai tempi della Jugoslavia. Dopo due stagioni viene retrocesso e ritorna nella Zonska liga e qui vi rimane per 12 anni. Nel 1981–82 la Crvena Stijena vince il campionato e ritorna nella lega repubblicana.
Nelle due decadi successive il club rimane principalmente in questa divisione, con poche apparizioni in quella inferiore. Il miglior risultato nella lega repubblicana sono stati i terzi posti, senza ottenere la promozione, nel 1999–00, 2002–03 e 2003–04.
Durante gli anni '90, la Crvena Stijena perde la finale della Republički kup Crne Gore nel 1995 contro il Mornar, ma ottiene comunque, per la prima volta, il diritto a partecipare alla coppa nazionale, la Kup Jugoslavije 1995-1996, ove esce al primo turno per mano del Napredak Kruševac.
I risultati più importanti sono venuti nel 2004 e nel 2005 con le vittorie della coppa repubblicana che hanno permesso, per due volte consecutive, la partecipazione alla coppa nazionale. Nel 2004–2005 supera a sorpresa nel primo turno lo Zemun (1–0), ma poi nel secondo viene eliminato ai tiri di rigore dal Radnički Pirot; nell'edizione successiva nel primo turno supera, sempre a sorpresa, la Vojvodina (2–0), ma la corsa finisce nuovamente nel secondo a causa dello Smederevo.
Dopo l'indipendenza del Montenegro (2006), la Crvenza Stijena passa nella Druga liga e vi rimane per 4 stagioni, poi, nel 2010, viene retrocesso in Treća liga ove milita tuttora.

### Palmarès
Zonska liga Crne Gore (Srednja regija)
- 1968, 1982, 1988, 1997

Republički kup Crne Gore
- 2005, 2006

Kup Srednje regije
- 2010, 2013, 2018, 2019

## Stadio
La Crvena Stijena disputa le partite casalinghe allo Stadion Tološi, impianto che prende il nome dall'omonimo quartiere. Lo stadio è stato costruito nel 1964 ed è stato rinnovato nel 2003. Ha una capienza di 1000 posti e dal 2012 ed è utilizzato anche dalla federazione del rugby e dalle squadre rugbystiche Budućnost e Podgorica.

## Giocatori
La Crvena Stijena è stata una delle squadre di Podgorica che ha prodotto più talenti. Fra questi si possono ricordare Branko Brnović, che ha giocato per i biancorossi fino al 1987 e Đorđije Ćetković. Durante la sua infanzia, anche la star dell'NBA Nikola Mirotić era tra le sue file.